# Сало, Ассер Эдуардович
Ассер Эдуардович Сало (22 февраля 1902, Лаукаа, Великое княжество Финляндское — 11 февраля 1938, Карельская АССР, Советский Союз ) — финский юрист и политик. Член парламента Финляндии с 1929 по 1930 год, от Социалистическую избирательную организацию рабочих и мелких землевладельцев (STPV).
4 июня 1930 года был похищен в Ваасе активистами антикоммунистического Лапуаского движения, которые вынудили его под угрозой за жизнь дать публичное обещание никогда больше не заниматься коммунистической деятельностью на территории провинции Вааса. Вскоре после этого он уехал сначала в Швецию, затем в Советский Союз, где работал лектором в Международной ленинской школе в Москве. Работал на административных должностях в Ленинграде с 1935 по 1936 год и в Карельской АССР с 1936 года по 18 августа 1937 года, когда был уволен.
Как одна из жертв Большого террора, был арестован органами НКВД, приговорен к смертной казни и расстрелян 11 февраля 1938 года. 